# Noviny pod Ralskem
Noviny pod Ralskem település Csehországban, Česká Lípa-i járásban. Noviny pod Ralskem Ralsko, Stráž pod Ralskem, Mimoň, Brniště és Pertoltice pod Ralskem településekkel határos. Lakosainak száma 310 fő (2024. január 1.).

## Népesség
A település lakosságának változását az alábbi diagram mutatja:
| Lakosok száma | 538  | 507  | 476  | 287  | 279  | 248  | 296  | 311  | 297  | 310  |
|               | 1869 | 1890 | 1921 | 1950 | 1980 | 2001 | 2017 | 2019 | 2022 | 2024 |